# Gudar Beqiraj
Gudar Beqiraj (ur. 11 maja 1948 w Durrësie, zm. 11 maja 2020 w Tiranie) – albański matematyk i informatyk, przewodniczący Akademii Nauk Albanii w latach 2009–2014 i 2017–2019, sędzia i działacz sportowy.

## Życiorys
Po ukończeniu szkoły średniej w Tiranie rozpoczął studia na Wydziale Nauk Przyrodniczych Uniwersytetu Tirańskiego, które ukończył w 1971. Po ukończeniu studiów rozpoczął pracę na stanowisku wykładowcy w Instytucie Matematyki Stosowanej UT, a jednocześnie wykładowcy informatyki na Wydziale Geologii. Studia kontynuował w Fontainebleau, a w 1990 na uniwersytecie Paris VI specjalizując się w informatyce i technikach komputerowych. W latach 1993–1997 pełnił funkcję dyrektora Instytutu Informatyki i Matematyki Stosowanej, a od 2007 dziekana nowo powstałego Wydziału Technologii Informatycznych. W 1994 uzyskał tytuł profesora. Był autorem podręczników z zakresu systemów obliczeniowych i matematyki stosowanej. W roku 2008 objął stanowisko wiceprzewodniczącego Akademii Nauk Albanii, a rok później jej przewodniczącego. Ponownie objął to stanowisko w 2017, uzyskując 28 głosów poparcia (na 31).
W młodości uprawiał podnoszenie ciężarów, będąc reprezentantem klubu Studenti (1967–1974). Po zakończeniu kariery zawodniczej pełnił funkcję sędziego krajowego, a od 1999 sędziego międzynarodowego. Prowadził także wykłady dla studentów Wyższego Instytutu Kultury Fizycznej Vojo Kushi w Tiranie. W latach 1996–2000 pełnił funkcję przewodniczącego narodowej federacji podnoszenia ciężarów, a także wiceprzewodniczącego Narodowego Komitetu Olimpijskiego Albanii. W roku 2013, kiedy w Tiranie odbywały się mistrzostwa Europy w podnoszeniu ciężarów, Beqiraj kierował organizacją zawodów.
Od 1993 przewodniczył fundacji humanitarnej Sue Ryder Care Albania, zajmującej się pomocą ludziom cierpiącym na choroby nowotworowe.

## Publikacje
- 1975: Metodat e matematikes llogaritese dhe makinat llogaritese elektronike ne sherbim te ekonomise
- 1977: FORTRAN 77
- 1986: Gravimetria (współautor)